# Carl Lindenberg

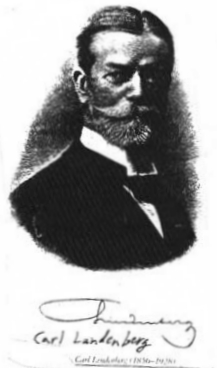
Carl Lindenberg.

Carl Lindenberg (alemán: Carl Lindenberg); 1 de mayo de 1850, Wittenberg, Prusia - 13 de julio de 1928, Berlín, región de Wilmersdorf, Alemania) - jurista de profesión, en el curso de muchos años moderador de la colección de sellos postales del Museo postal imperial de Berlín (alemán: Museum für Kommunikation), uno de los teóricos de la filatelia internacional, editor de varias revistas, de series de libros, autor de muchos estudios sobre filatelia. Fundador (1888) y miembro honorario (1898) del Berliner Philatelisten-Klub e.V. de 1888.